# Epirrhoe reducta
Epirrhoe reducta är en fjärilsart som beskrevs av Alexander Michailovitsch Djakonov 1929. Epirrhoe reducta ingår i släktet Epirrhoe och familjen mätare. Inga underarter finns listade i Catalogue of Life.